# Metroxylon paulcoxii
Metroxylon paulcoxii là loài thực vật có hoa thuộc họ Arecaceae. Loài này được McClatchey mô tả khoa học đầu tiên năm 1998.